# Джейн Джейкобс
Джейн Джейкобс (при народженні Джейн Батцнер; 4 травня 1916 — 25 квітня 2006) — американська та канадська журналістка, письменниця, активістка, феміністка, яка сильно вплинула на містобудування (урбаністику), соціологію та економіку. У відомій праці «Смерть і життя великих американських міст» (1961) Джейкобс стверджувала, що оновлення міст не збігається з потребами більшості жителів. У книзі також представлено такі соціологічні поняття, як «погляд на вулицю» і «соціальна столиця».
Джейкобс відома організацією «ініціатив знизу», щоб захистити теперішні квартали від «розчищення нетрів», — і особливо протидією Роберту Мозесу в проведенні капітального ремонту її околиці, Гринвіч-Віллидж. Вона зіграла важливу роль у подальшому скасуванні швидкісної дороги Нижній Мангеттен, яка пройшла б прямо через Сохо (Мангеттен) і Маленьку Італію, і була заарештована в 1968 році за підбурювання натовпу на публічних слуханнях щодо проєкту. Після переїзду в Торонто в 1968 році Джейкобс приєдналася до протесту проти будівництва великої автомагістралі Spadina Expressway і пов'язаної із нею мережі швидкісних доріг в Торонто.
У книзі «Етика охоронця[уточнити]», що стала біля джерел феміністичної економіки, Джейкобс висвітлювала системну недооцінку суспільством неоплачуваної роботи з опіки, захисту дітей, виховання та лікування, які традиційно покладалися на жінок.
Як мати і письменниця, яка критикувала чоловіків-експертів у сфері містобудування, Джейкобс зазнала презирства від них, які обзивали її «домогосподаркою» і «божевільною дамою». За відсутність вищої освіти чи формального навчання в галузі міського планування її критикували за «невченість» і «неточність».

## Життєпис
Джейн Батцнер народилася в місті Скрантон, штат Пенсільванія, у сім'ї лікаря Джона Декера Батцнера і медсестри Бесс Робінсон Батцнер. Вони були протестантською сім'єю в переважно римо-католицькому місті. її брат, Джон Декер Батцнер молодший, служив суддею в апеляційному суді США четвертого округу. Після закінчення середньої школи Скрентона цілий рік безоплатно працювала помічницею редактора жіночої колонки у часописі Scranton Tribune.
У 1935 році, під час Великої Депресії, переїхала в Нью-Йорк разом із сестрою Бетті. Джейн Батцнер відразу полюбила Мангеттенський район Гринвіч-Віллидж, який не відповідав гратчастій структурі  міста. Сестри незабаром переїхали туди з Брукліна.
Протягом перших кількох років у місті працює на різних роботах, переважно як стенографістка та фріланс-дописувачка, часто пише про робочі квартали міста. Цей досвід «…дав мені поняття про те, що відбувається в місті і яке діло було, яка була робота». Спершу працювала у спеціалізованому часописі секретаркою, а потім редакторкою. Також продавала статті у часописи Sunday Herald Tribune, Cue magazine, і Vogue.

Джейкобс два роки в коледжі при Колумбійському університеті вивчала геологію, зоологію, юриспруденцію, політологію та економіку. Про можливість вільно здійснювати дослідження зі свого широкого кола інтересів писала:
Вперше я полюбила школу, і вперше я отримала гарні оцінки. Але це ледь не стало моєю погибеллю, тому що після того, як я отримала, за статистикою, певну кількість кредитів, я "стала власністю" коледжу. А оскільки я була власністю коледжу, я мусила вивчати те, що хотів коледж, а не те, що хотіла я. На щастя, мої шкільні оцінки були настільки погані, що коледж вирішив, що я могла йому "не належати", і тому мені дозволили продовжити здобувати освіту як мені заманеться.
В часописі Amerika познайомилася з архітектором і конструктором військових літаків Робертом Джейкобсом. Взяла з ним шлюб у 1944 році, народила дочку Бергін та синів Джеймса і Неда. Подружжя купило триповерховий будинок у Гринвіч-Віллидж на Мангеттені.

## Діяльність
Після двох років навчання у коледжі Батцнер знайшла роботу у часописі Iron Age, де в 1943 опублікувала статтю про економічний занепад свого рідного міста Скрентон. Стаття мала великий успіх і призвела до того, що компанія Murray Corporation of America розмістила у місті свій завод із виробництва військових літаків.
Пізніше стала журналісткою часопису Державного департаменту США — Amerika. Проживання у Гринвіч-Віллидж на Мангеттені посприяло тому, що Джейкобс всіляко критикувала швидкозростаючі передмістя, називаючи їх «паразитарними». Перебування у районі допомогло їй розвинути свої погляди та перевернути уявлення американців про містопланування.
У 1952 році почала працювати в редакції журналу «Архітектурний форум», де висвітлювала проблеми реконструкції та будівництва в американських містах. У своїх статтях і книгах ділилася своїми спостереженнями про архітектурні підходи.
У 1950-х роках Джейкобс активно боролася проти перебудови Гринвіч-Віллидж, зіткнувшись із головним архітектором Нью-Йорка Робертом Мозесом.
У 1968 році виступила проти прокладки шосе через Південний Мангеттен. Тоді ж у знак протесту проти війни у В'єтнамі і через страх, що її синів призовуть до армії, разом з сім'єю переїхала в Торонто, де продовжувала писати і брати участь в боротьбі проти планувальних і містобудівних рішень, які не враховували інтереси містян(-ок).
У Торонто продовжила протистояти проєктам необдуманої реконструкції, зокрема будівництва швидкісної автомагістралі Spadina Expressway. Видавала книги і на інші теми, зокрема, писала про сепаратизм в Квебеку, зв'язок між мораллю і роботою та занепадом північноамериканської цивілізації. Втім, жодна з цих книг не мала такого успіху, як «Смерть і життя великих американських міст», що опинилася на гребені хвилі протесту 1960-х і увійшла в списки обов'язкової літератури в сучасних архітектурних школах.
Головна гіпотеза Джейкобс у «Смерті і житті великих американських міст» така: «смерть» урбаністичних територій стається тоді, коли на вулицях міст припиняється активність пішоходів(-ок). Це може статися внаслідок спорудження швидкісних шосе-гайвеїв, масштабної будівельної діяльності тощо. І навпаки, міське життя породжується постійним «балетом на тротуарі», партії в якому виконують мешканці(-ки)-пішоходи протягом всіх періодів доби.